# Kleinbahn Wöterkeim–Schippenbeil
| Strecke Wöterkeim–Schippenbeil 1938 |                                                       |                                               |                                                |
| Streckennummer: | PKP: 258                                              |                                               |                                                |
| Kursbuchstrecke: | Hendschels Telegraph: 2995 (Mai 1914), DR 120c (1934) |                                               |                                                |
| Streckenlänge: | 5,1 km                                                |                                               |                                                |
| Spurweite: | 1435 mm (Normalspur)                                  |                                               |                                                |
| |                                                       |                                               |                                                |
| \| \| \| Bahnstrecke Głomno–Białystok von Głomno \| \| \| \| 0,0 \| Wöterkeim Kleinbahnhof (Wiatrowiec Warmiński) \| Wöterkeim Kleinbahnhof (Wiatrowiec Warmiński) \| \| \| \| Bahnstrecke Głomno–Białystok nach Białystok \| \| \| \| 1,6 \| Rückgarben (Rygarby) \| Rückgarben (Rygarby) \| \| \| 3,7 \| Sępopol Roszarnia \| (erst nach dem Zweiten Weltkrieg eingerichtet) \| \| \| 5,1 \| Schippenbeil (Sępopol) \| Schippenbeil (Sępopol) \| \| \| \| \| \| \| Quellen: [1] \| \| \| \| |                                                       |                                               |                                                |
| Strecke |                                                       | Bahnstrecke Głomno–Białystok von Głomno       | Bahnstrecke Głomno–Białystok von Głomno        |
| ehemaliger Bahnhof | 0,0                                                   | Wöterkeim Kleinbahnhof (Wiatrowiec Warmiński) | Wöterkeim Kleinbahnhof (Wiatrowiec Warmiński)  |
| Abzweig ehemals geradeaus und nach rechts |                                                       | Bahnstrecke Głomno–Białystok nach Białystok   | Bahnstrecke Głomno–Białystok nach Białystok    |
| Haltepunkt / Haltestelle (Strecke außer Betrieb) | 1,6                                                   | Rückgarben (Rygarby)                          | Rückgarben (Rygarby)                           |
| Haltepunkt / Haltestelle (Strecke außer Betrieb) | 3,7                                                   | Sępopol Roszarnia                             | (erst nach dem Zweiten Weltkrieg eingerichtet) |
| Kopfbahnhof Streckenende (Strecke außer Betrieb) | 5,1                                                   | Schippenbeil (Sępopol)                        | Schippenbeil (Sępopol)                         |
| |                                                       |                                               |                                                |
| Quellen: |                                                       |                                               |                                                |

Die Kleinbahn Wöterkeim–Schippenbeil war ein Kleinbahnbetrieb im ostpreußischen Landkreis Bartenstein, der bis 1927 Kreis Friedland hieß.

## Geschichte
Als die Ostpreußische Südbahn (heutige Bahnstrecke Głomno–Białystok) 1867 ihre Strecke von Bartenstein in Richtung Rastenburg eröffnete, blieb die Kleinstadt Schippenbeil „links liegen“, obwohl sie damals schon 2.400 Einwohner zählte und Sitz eines Amtsgerichts war.

### Wöterkeim–Schippenbeiler Kleinbahn-AG
Um diese Lücke zu schließen, wurde vom preußischen Staat, der Provinz Ostpreußen und dem Kreis Friedland die Wöterkeim–Schippenbeiler Kleinbahn-AG gegründet.
Die fünf Kilometer lange normalspurige Strecke wurde am 30. Juni 1907 eröffnet. Sie begann im Bahnhof Wöterkeim der Strecke Bartenstein–Rastenburg und führte in nordöstlicher Richtung zur Stadt Schippenbeil am Fluss Alle.
Die Betriebsführung wurde der Ostdeutschen Eisenbahn-Gesellschaft (ODEG) in Königsberg übertragen. Es verkehrten täglich neun bis zehn Zugpaare. Am 5. August 1930 wurde die Kleinbahn-AG in die Ostpreußische Kleinbahnen AG eingegliedert.
1939 standen folgende Fahrzeuge zur Verfügung: zwei Dampflokomotiven, zwei Personen- und zwei Güterwagen.
Die kriegsbedingte Betriebseinstellung erfolgte 1944.

## PKP-Zeit
Der Ausgangsbahnhof an der Hauptstrecke hieß ab dem 8. Mai 1945 Tałowiec, ab dem 1. Februar 1947 Wiatrowiec und ab dem 30. September 1947 Wiatrowiec Warmiński.
Es dauerte jedoch bis zum 14. Mai 1950, bis der Betrieb auf der Nebenstrecke wieder aufgenommen wurde. Am 3. Oktober 1953 wurde der Personenverkehr bereits wieder eingestellt, jedoch am 1. Juni 1975 erneut aufgenommen.
Der Verkehr wurde wegen der Unrentabilität eingestellt. Der letzte Personenzug fuhr am 26. Mai 1990.
Der Güterverkehr wurde zum 30. Juni 1991 eingestellt und die Strecke bis 1999 abgebaut.